# Sylvietta philippae
Sylvietta philippae е вид птица от семейство Macrosphenidae.

## Разпространение
Видът е разпространен в Етиопия и Сомалия.